# Au nom de la lune
"Au nom de la lune" (engelsk titel; "By the Moon") är en låt framförd av den indonesiska popsångaren Anggun, skriven och producerad av Eric Benzi till Angguns internationella debut Snow On the Sahara (1997). Den franska versionen översattes från franska till engelska av låtskrivaren Nikki Matheson.
"Au nom de la lune" är en ballad som är influerad av afrikansk musik och mot slutet domineras av elgitarr. Framföraren sjunger om åtrå till sin kärlekspartner. Den franskspråkiga versionen släpptes som den tredje singeln från skivan den 29 maj 1998. Singeln debuterade på plats 73 på Frankrikes singellista den 6 juni 1998. En vecka senare klättrade låten åtta platser på listan och nådde sin topp position, en 60:e plats. Följande vecka tappade låten tio positioner och uppehöll sig senare över topp-90 på listan i tolv veckor. Sista gången låten noterades var den 29 augusti där den låg på plats 100. Anggun framförde låten med en live orkester på Victoires de la musique och på flera talkshows och festivaler i fransk TV under året. 
Musikvideon till singeln regisserades av Jean-Baptise Erreca. 

## Format och innehållsförteckningar
- Fransk CD/Maxi-singel

1. "Au Nom De La Lune" - 4:07
2. "Gita" - 0:30
3. "By The Moon" - 4:10

## Topplistor
| Lista (1998)     | Topplacering |
| ---------------- | ------------ |
| Frankrike (SNEP) | 60           |